# 養老軒 (京都府)
養老軒（ようろうけん）は、京都府京都市中京区に本店のある和菓子店。

## 概要
1931年（昭和6年）創業の和菓子店。岐阜県養老郡（現在の大垣市）から京都にやってきた本田健二が、和菓子作りを始めたのが起源とされる。本田健二の孫にあたる本田順子が2010年（平成22年）に女性初の明日の名工（京都府青年優秀技能者奨励賞表彰）に選出された。
看板商品は創作大福で、季節のフルーツを用いた「フルーツ大福」、柴漬など意外な食材を用いた「オリジナル大福」など様々。